# Gewerbepark (Külsheim)
Gewerbepark ist ein Industriegebiet und Wohnplatz auf der Gemarkung der Stadt Külsheim im Main-Tauber-Kreis im fränkisch geprägten Nordosten Baden-Württembergs.

## Geographie
Die Gewerbeparks I (⊙), II (⊙) und III (⊙) entstanden im Uhrzeigersinn südlich, südwestlich und westsüdwestlich der Kernstadt Külsheim. Der Gewerbepark I ist über den Wolferstetter Weg und die Landesstraße 504 zu erreichen. Der Gewerbepark II ist sowohl über die L 504 als auch über die Landesstraße 509 zu erreichen. Der Gewerbepark III ist über die L 509 zu erreichen.

## Geschichte

### Gewerbepark I
Der erste Gewerbepark der Stadt Külsheim entstand im Gewann Külsheimer Hundsäcker.

### Gewerbepark II
Nachdem die 1964 gegründete Prinz-Eugen-Kaserne im Jahre 2006 geschlossen worden war, endete die 42-jährige Geschichte Külsheims als Garnisonsstadt. In der Folge übernahm die Stadt Külsheim nach Grundstücksverhandlungen mit der Bundesanstalt für Immobilienangelegenheiten die ehemalige Bundeswehr-Liegenschaft mit allen Gebäuden in ihren Besitz. Im Rahmen einer Konversion entstand daraufhin der Gewerbepark II mit Gewerbeflächen und Wohnplätzen. Hierfür gründete die Stadt im Jahre 2008 die Business Area Külsheim GmbH, die sich um die Umwandlung des Bundeswehrstandorts zum Wirtschaftsstandort kümmert.
Das ehemalige Kasernenareal liegt im Südwesten von Külsheim. Von Nordwesten bis Norden wird das Kasernengelände durch die Landesstraße 509 und von Norden bis Nordosten durch die Landesstraße 504 begrenzt.

### Gewerbepark III
Im Gewann Taubenbaum wurde der Gewerbepark III erschlossen. Dieser liegt an der L 509. Auf der gegenüberliegenden Straßenseite befindet sich der Gewerbepark II.

## Infrastruktur

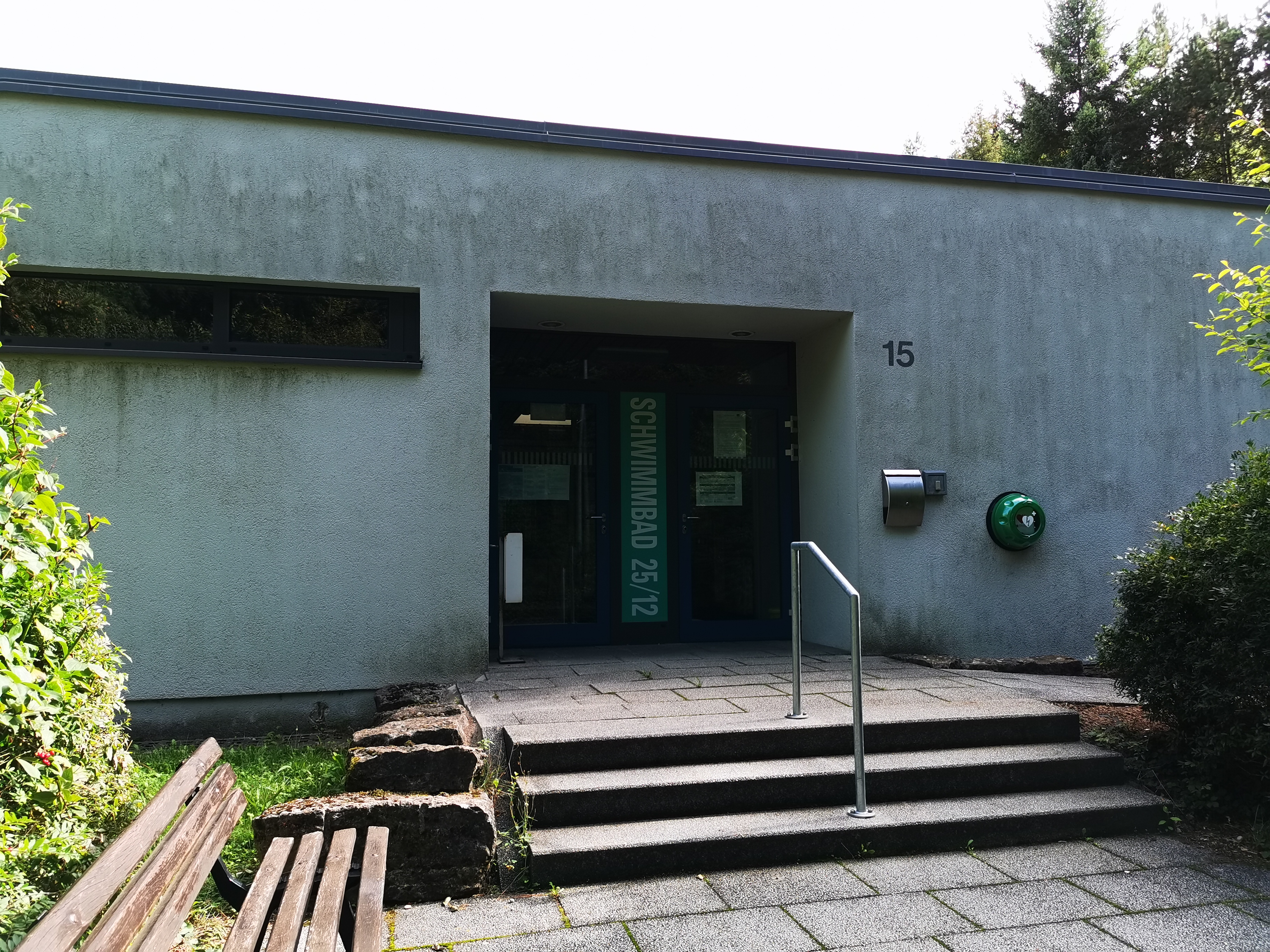
Hallenbad 25/12 im Gewerbepark Külsheim

Im Gewerbepark befindet sich ein Hallenbad.

## Kleindenkmale
Rund um die Gewerbeparks befinden sich Kleindenkmale.
- Kleindenkmal Nr. 45 (Külsheim): Bildstock. Sehr schöne Madonna. Auf dem beschrifteten Sockel ist eine gewundene Säule mit Volutenkapitell. Maria trägt eine Herzoginkrone. An der Abzweigung von der L 504 (Bereich Gewerbepark II) zur L 509 (Nähe Gewerbepark III).
- Kleindenkmal Nr. 57 (Külsheim): Bildstock. Lebensgroße Freifigur, die als Kreuzschlepper bezeichnet wird. An der L 509. In der Nähe des Gewerbeparks III.
- Kleindenkmal Nr. 72 (Külsheim): Wegkreuz an der alten Steige. Am Rande des Gewerbeparks I.